# Definizione di Calcedonia
La definizione di Calcedonia (Confessione o Credo di Calcedonia) è una formula dottrinale della teologia cristiana che esprime la dottrina ufficiale delle maggiori chiese cristiane sulla natura della persona di Cristo. Fu adottata al Concilio di Calcedonia nel 451, il quarto Concilio ecumenico.

La Definizione di Calcedonia fu accettata dalle seguenti denominazioni cristiane: cristianesimo ortodosso, cattolicesimo romano e molte chiese protestanti. Non fu invece accettata dalle chiese ortodosse orientali, che oggi sono classificate come «non-calcedonesi».

## Significato
La Definizione precisa che Cristo è "riconosciuto in due nature" che "convengono in un'unica persona o ipostasi". La definizione formale di "due nature" in Cristo era intesa dai critici del Concilio di quel tempo, ed è intesa da molti storici e teologi oggi, come collaterale alla Cristologia antiochena e divergente dall'insegnamento di Cirillo di Alessandria, che sottolineava come Cristo fosse uno. Altre analisi moderne di questo Credo ed una lettura degli atti del Concilio, mostrano come i vescovi considerassero Cirillo come la più grande autorità e che persino il linguaggio sulle "due nature" derivasse da lui.

## Il dissenso ortodosso orientale
La Definizione di Calcedonia è stata redatta nel contesto di aspre controversie fra, da una parte, le chiese di Roma e Costantinopoli e, dall'altra, le chiese orientali sul significato dell'Incarnazione. Le chiese occidentali accolsero prontamente il testo, mentre alcune orientali non lo riconobbero.
La definizione di Calcedonia divenne dottrina ortodossa, mentre la Chiesa copta di Alessandria dissentì, attenendosi alla formula di Cirillo sull'unità della natura di Cristo come incarnazione della Parola di Dio. Questa chiesa riteneva che il Credo avesse dovuto affermare che Cristo sia riconosciuto "da due nature" piuttosto che "in due nature". Questa posizione fu definita miafisismo dalle Chiese di Roma e Costantinopoli, mentre la posizione delle chiese giacobite della Siria e dell'Armenia fu condannata come monofisismo, sebbene tali definizioni fossero negate dai dissenzienti.
Negli ultimi trent'anni del XX secolo, però, si è assistito ad un riavvicinamento. La posizione monofisita è stata accettata semplicemente come una formulazione alternativa dal Patriarca della Chiesa ortodossa Bartolomeo I e da papa Giovanni Paolo II.

## Testo
Traduzione italiana
Perciò, seguendo i santi Padri, noi tutti di unico accordo insegniamo agli uomini di conoscere uno e lo stesso Figlio, nostro Signore Gesù Cristo, completo nella Divinità e nell'umanità allo stesso tempo, autenticamente Dio ed autenticamente uomo, essendo completo di un'anima razionale e di un corpo; di una sostanza con il Padre per quanto riguarda la sua divinità  e allo stesso tempo di una sostanza con noi per quanto concerne la sua umanità; come noi in tutti gli aspetti eccetto che nel peccato; quanto alla sua divinità generato dal Padre prima dei tempi, ma per la sua umanità generato per noi uomini e per la nostra salvezza da Maria la Vergine, la portatrice di Dio; uno e lo stesso Cristo, Figlio, Signore, Unigenito, riconosciuto IN DUE NATURE, SENZA CONFUSIONE, SENZA CAMBIAMENTO, SENZA DIVISIONE, SENZA SEPARAZIONE; la distinzione tra le nature non è affatto annullata dall'unione, ma piuttosto le caratteristiche di ciascuna natura sono conservate e procedono assieme per formare una persona ed una subsistenza, non divise o separate in due persone, ma uno solo e lo stesso Figlio e unigenito Dio la Parola, Signore Gesù Cristo; come anche i profeti dagli antichi tempi hanno parlato di lui e il nostro Signore Gesù Cristo stesso ha insegnato di se stesso e il Credo dei Padri ci ha lasciato in eredità.